# Schloss Moravská Třebová

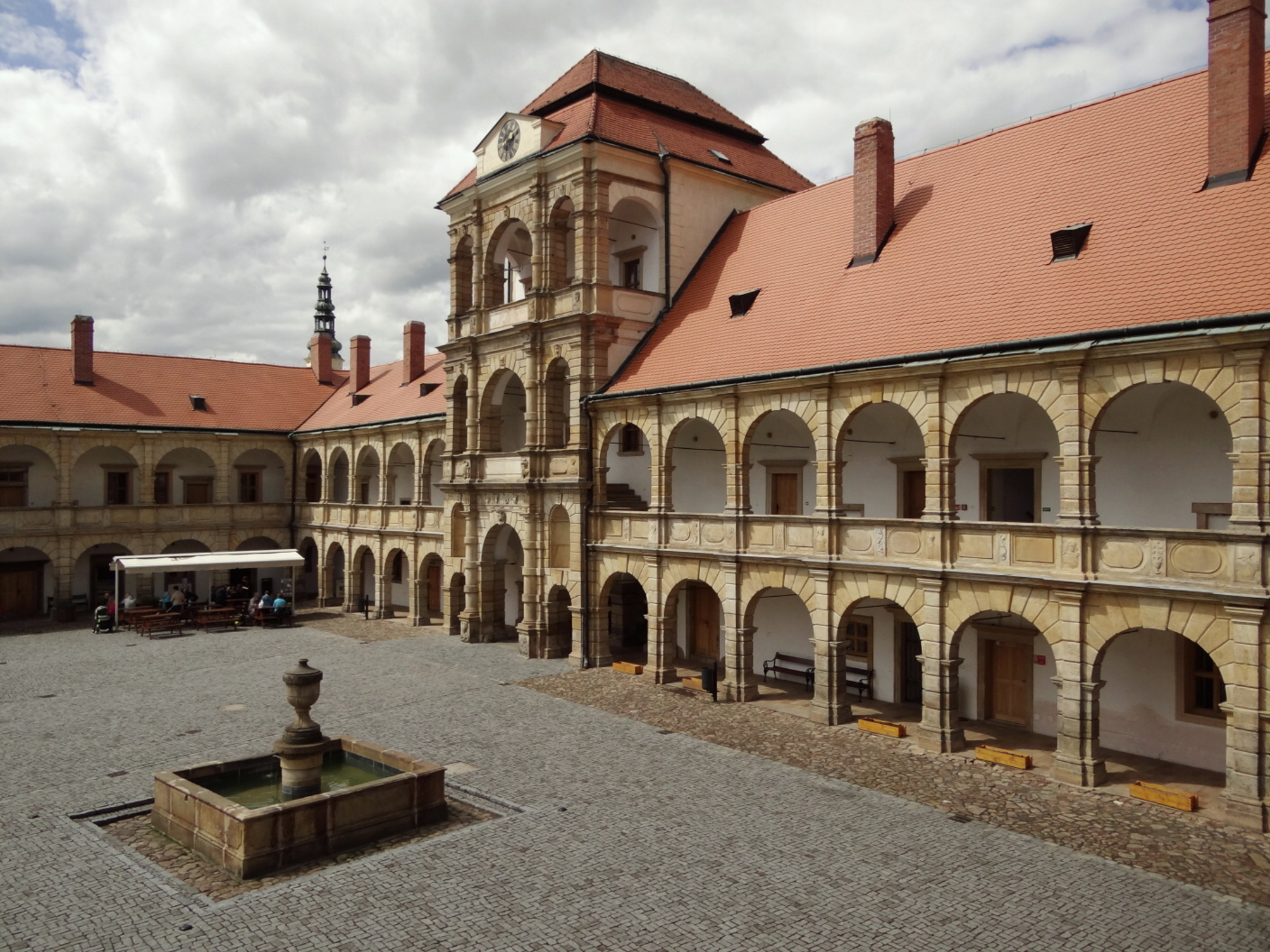
Renaissanceschloss Moravská Třebová (Mährisch Trübau)

Das Schloss Moravská Třebová (deutsch Schloss Mährisch Trübau) in der mährischen Stadt Moravská Třebová im  Kreis Svitavy der Pardubitzer Region ist eines der bedeutendsten Renaissance-Denkmale in Tschechien. 
Das Renaissanceschloss mit dem Arkadenhof befindet sich im Stadtzentrum an der Stelle der ursprünglichen Burg aus dem 13. Jahrhundert und wurde im späten 15. und im frühen 17. Jahrhundert umgebaut. 
Das Schloss steht unter Denkmalschutz und ist für die Öffentlichkeit zugänglich.

## Geschichte

### Übersicht der Herrschaftsfolge
- um 1270–1325: Boresch von Riesenburg (Stadtgründer), tschechisch: Boreš z Rýzmburka
- 1325–1365: Herren von Leipa, tschechisch: Páni z Lípé
- 1365–1398: Luxemburger, tschechisch:  Lucemburkové
- 1386–1464: Herren von Kunstadt, tschechisch: Páni z Kunštátu
- 1464–1490: Herren Kostka von Postupitz, tschechisch: Kostové z Postupic
- 1490–1589: Herren von Boskowitz, tschechisch: Páni z Boskovic
- 1589–1622: Herren von Zierotin, tschechisch: Páni ze Žerotína
- 1623–1945: Herren von Liechtenstein, tschechisch: Páni z Lichtenštejna

### Älteste Periode
Die erste schriftliche Erwähnung der Stadt Trübau (Třebová) stammt aus dem Jahr 1270. 
Boresch II. von Riesenburg (tschech. Boreš z Rýzmburka) (1210/15–1277) hatte kurz zuvor auf einem nahe gelegenen Hügel über dem Fluss Třebůvka (deutsch Mährische Triebe) eine befestigte Burg errichten lassen. 
Nach dem Aussterben derer von Riesenburg 1325 fiel die Herrschaft an den böhmischen König Johann von Luxemburg, der diese unverzüglich an die Herren von Leipa (Páni z Lipé) verkaufte und die Johann von Leipa, genannt „der Eiserne“ (tschech. Jan Železný z Lipé) in Besitz nahm.
Im Jahr 1365 kaufte der Markgraf von Mähren  Johann Heinrich von Luxemburg (tschech. Jan Jindřich Lucemburský) (1322–1375) die Herrschaft und die Stadt mit der Burg. Sein Sohn Markgraf Jobst von Mähren (tschech. Jošt Moravský) (1351–1411) übergab die Herrschaft 1398 an Erhart I. von Kunstadt († um 1406), damit übernahmen die Herren von Kunstadt (tschech. Páni z Kunštátu a Poděbrad) die Herrschaft. 
Obwohl die Herren von Kunstadt Anhänger der Hussiten waren, übergab ihr Burggraf Hanuš Schwarz 1422 Burg und Stadt an die schlesische Armee unter der Führung des Oberlandeshauptmanns Konrad von Oels, der sich im Feldzug gegen die Hussiten befand. 
Zdenko III. Kostka von Postupitz (tschech. Zdeněk Kostka z Postupic) (1438–1468) erwarb 1464 die Herrschaft Třebová vom König Georg von Podiebrad.
Der letzte Besitzer war Graf Georg Kostka von Postupitz (tschech. Jiří Kostka z Postupic) († 1491 in Mährisch-Trübau).

### Boskowitzer Periode
Johann Heralt von Kunstadt und Lischnitz (tschech. Jan Heralt z Kunštátu a Líšnice) (um 1441–1490) verkaufte die Herrschaft Moravská Třebová 1490 an Ladislaus Welen von Boskowitz (tschech. Ladislav Velen z Boskovic) (um 1455–1520). Dieser hatte in Ferrara, Bologna, Padua, Pavia und Wien studiert und war dadurch mit den Ideen des Humanismus und der Renaissance vertraut. 
Er richtete hier seinen Hauptwohnsitz ein und ließ die alte Burg in den Jahren 1490–1492 in ein Schloss im Renaissance-Stil umbauen. Man begann mit dem Bau des Eingangsflügels und gestaltete eine durchgehende Hof-Achse. 
Das Schloss mit dem reich verzierten Portal aus dem Jahre 1492 zählt zu den bedeutendsten Bauten der Frührenaissance in Mitteleuropa nördlich der Alpen und stellt das älteste Denkmal der Renaissance in Tschechien dar. Das Schloss-Portal, einziger erhaltener Teil der ursprünglichen Anlage, ist mit folgender Inschrift versehen: „Ladislaus de Boskovicz et Nigromonte Dominus Castri huius me fecit sub anno Domini 1492“ (Ladislaus von Boskowitz und Schwarzenberg, der Herr des Schlosses, errichtete mich im Jahre 1492). Auf der anderen Seite des Tores sind die Porträtmedaillons (Kopien) des Bauherrn Ladislaus Boskowitz und seiner Frau Magdalena von Dauba und Leipa angebracht. Diese Marmor-Porträts wurden im Jahre 1495 in einer Bildhauerwerkstatt in Mittelitalien geschaffen.
Dieser Umbau zeigt die neuen architektonischen Strömungen, die aus Italien über das ungarische Buda verbreitet wurden, wo Baumeister und Steinmetze aus dem Kreis um Leon Battista Alberti arbeiteten, deren Tätigkeit das Schloss Mährisch Trübau stark beeinflusst hat. Von der ursprünglichen Burg erhalten geblieben ist nur der etwas reduzierte Turm mit einer schneckenförmigen Treppe. 
Im Jahre 1497 wurde der Bau der Kapelle abgeschlossen, die aber nach dem Brand von 1840 wieder abgerissen wurde. Vom alten Schloss des Ladislaus Boskowitz blieb nur der Ostflügel mit dem sogenannten Rittersaal erhalten, der mit einem Kreuzgewölbe mit heraldischen Zeichen der Boskowitz und verwandter Geschlechter ausgestattet ist. 
Im neuen Schloss, das nun der Hauptwohnsitz der Familie war, wurden eine umfangreiche Bibliothek von klassischer römischer und griechischer Literatur sowie einer Reihe von wissenschaftlichen Werken aufgebaut und Sammlungen von zahlreichen Kunstwerken und Teppichen angelegt. Über die neuen Sammlungen sprach sich auch der König Ladislaus Jagiello (tschech. Vladislav Jagellonský) lobend aus, als er 1497 in Mährisch Trübau einige Tage zu Gast war.
Der Umbau nach dem Brand von 1509, an dem die beiden Baumeister Jerome Dubenský und Kaspar Harding beteiligt waren, erfolgte im Geist des neueren Stils der Renaissance. Ladislaus Boskowitz starb 1520 auf Schloss Letovice. Sein gesamter Besitz wurde an seinen Sohn Christoph von Boskowitz (tschech. Kryštof z Boskovic) († 1550) vererbt, der im Gegensatz zu seinem Vater Anhänger der Lehren Martin Luthers war. 
Das Schloss als Wohnsitz teilten sich auch dessen Söhne Wenzel und Johann Christoph von Boskowitz (tschech. Václav und Jan Kryštof z Boskovic). Nach einem weiteren Brand von 1541 wurde in der Zeit von 1560 bis 1570 mit der Fertigstellung des Südflügels der Bau des Schlosses abgeschlossen. Dieser war mit den benachbarten Flügeln durch offene Arkadengänge verbunden. Ein Denkmal für Johann von Boskowitz befindet sich am Portal der östlichen Außenwand des Schlosses.

### Zierotiner Periode
In der Periode der Herren von  Boskowitz und Zierotin zwischen 1490 und 1622 erlebte die Stadt Mährisch Trübau (Moravská Třebová) eine Blütezeit. 
Das hohe kulturelle Niveau dieser Zeit bewirkte, dass Mährisch Trübau zum Zentrum der humanistischen Bildung wurde und den Ehrennamen „Mährisches Athen“ erhielt. 
Weil damals zahlreiche architektonische und künstlerische Werke entstanden sind, wurde der gesamte Stadtkern zusammen mit dem Schloss und dem Kreuzberg in die Liste der Denkmalreservate aufgenommen.
Nach dem Aussterben der Herren von Boskowitz 1589 übergab Johann Černohorsky von Boskowitz (tschech. Jan Šembera z Boskovic) (1543–1597) die Herrschaft Moravská Třebová an die Herren von Zierotin (Žerotín) der Linie von Lundenburg, und zwar an Johann IV. von Zerotein (Zierotin) auf Lundenburg († 1590) und dessen Frau Kunigunde geb. von Boskowitz. 
Unter deren Sohn Ladislav Velen von Zerotein (auch Ladislaus Welen Zierotin, tschech. Ladislav Velen ze Žerotína) (1579–1638) wurde Mährisch Trübau von 1589 bis 1622 der Hauptwohnsitz der Familie. Er hatte im Ausland studiert und sprach vier Sprachen (Tschechisch, Deutsch, Latein und Italienisch). Dieser ließ in den Jahren 1611–1620 das alte Renaissance-Schloss des Ladislaus von Boskowitz erweitern. Auf dem Gelände des ehemaligen Wassergrabens wurden drei manieristische Spätrenaissance-Flügel mit Arkadenhöfen nach Plänen italienischer Architekten errichtet, vermutlich von Giovanni Maria Philippi (1565–1630). Dabei lassen sich die Entwürfe zur Fassade mit dem zentralen Turm auf den Architekturtheoretiker Sebastiano Serlio (1475–1554) zurückführen. Die Bauausführung erfolgte durch Giovanni Motalla de Bonamonte aus Castasegna im Bergell. Die Steinmetz- und Bildhauer-Arbeiten (z. B. Reliefs mit Halbfiguren und phantasievollen Köpfen) wurden von den italienischen Handwerkern Adam Motl, Abondio Olivier Salis und Lorenz Paris ausgeführt. 
Da Ladislaus Zerotein zu den mährischen Anführern der Adelsrebellion und zum Parteigänger des Winterkönigs Friedrich von der Pfalz gehörte, wurde sein gesamter Besitz, einschl. der Herrschaft Moravská Třebová, nach der Schlacht am Weißen Berg 1621 enteignet und fiel an die böhmische Krone. Um der in Abwesenheit ausgesprochenen Todesstrafe zu entgehen, emigrierte er und kämpfte während des Dreißigjährigen Krieges in verschiedenen militärischen Verbänden gegen die Habsburger.

### Liechtensteiner Periode
Im Jahr 1622 wurde die Herrschaft Mährisch Trübau von Karl von Liechtenstein erworben. Damit begann die Herrschaftsperiode der  Liechtensteiner. Das Schloss wurde zum Verwaltungszentrum der Liechtensteiner Herrschaft, einschl. der Besitzung Trnávka (Markt Türnau). Der Festungscharakter der alten Burg wurde aufgegeben. 
Der Baumeister Giovanni Motalla arbeitete nach Unterbrechung seit 1628 nun wieder am Schlossumbau. 
1634 wurde das Schloss von der schwedischen Armee geplündert, dabei gingen große Teile der Ausstattung und der Kunstsammlungen verloren. Die große Schlossbibliothek wurde durch Kardinal Franz Seraph von Dietrichstein nach Nikolsburg (Mikulov) übertragen.
Im Jahr 1840 wurden Stadt und Schloss durch einen weiteren verheerenden Brand zerstört, so dass ein erneuter Schlossumbau notwendig wurde. Der damalige Besitzer Alois II. von Liechtenstein hat dabei Teile des Schlosses abreißen lassen und einige Abschnitte repariert bzw. neu aufgebaut, so dass nach dem Brand von 1840 nur der Ostflügel des Schlosses original erhalten blieb. Dadurch war aber der geschlossene Renaissance-Stil der alten Anlage für immer weitgehend verloren. Nach dem Brand wurde der Westflügel des Schlosses symmetrisch zum Ostflügel wieder aufgebaut. Aus der Zeit des Manierismus um 1492 wurde der Arkadenhof mit der Säulen-Fassade des alten Schlosses und ein spätgotischer Raum rekonstruiert sowie das Tor mit den Medaillons und dem Spruch erhalten.
Das allgemeine Erscheinungsbild entspricht heute dem späten Empirestil. Während der Herrschaft der Liechtensteiner wurden im Norden umfangreiche Nebengebäude zur Schlossbrauerei umgebaut, die jetzt privatisiert ist. 
Das Schloss blieb bis 1945 im Besitz der Liechtensteiner, diese kamen aber nur bei Jagden oder zur Klärung ökonomischer Fragen ins Schloss. Es diente überwiegend als Verwaltungssitz und für Wohnungen der Beamten und Bediensteten. Das Schloss wurde 1945 geplündert, enteignet und verstaatlicht. 
Danach gab es dort Verwaltungseinrichtungen und Lagerhallen. Seit den 1990er Jahren gehört das Schloss der Stadt Moravská Třebová und wurde im Rahmen einer umfangreichen 10-jährigen Rekonstruktion bis 2005 erneuert. Der Schlossgarten ist seit 2012 wieder hergestellt.

## Bauliche Anlage

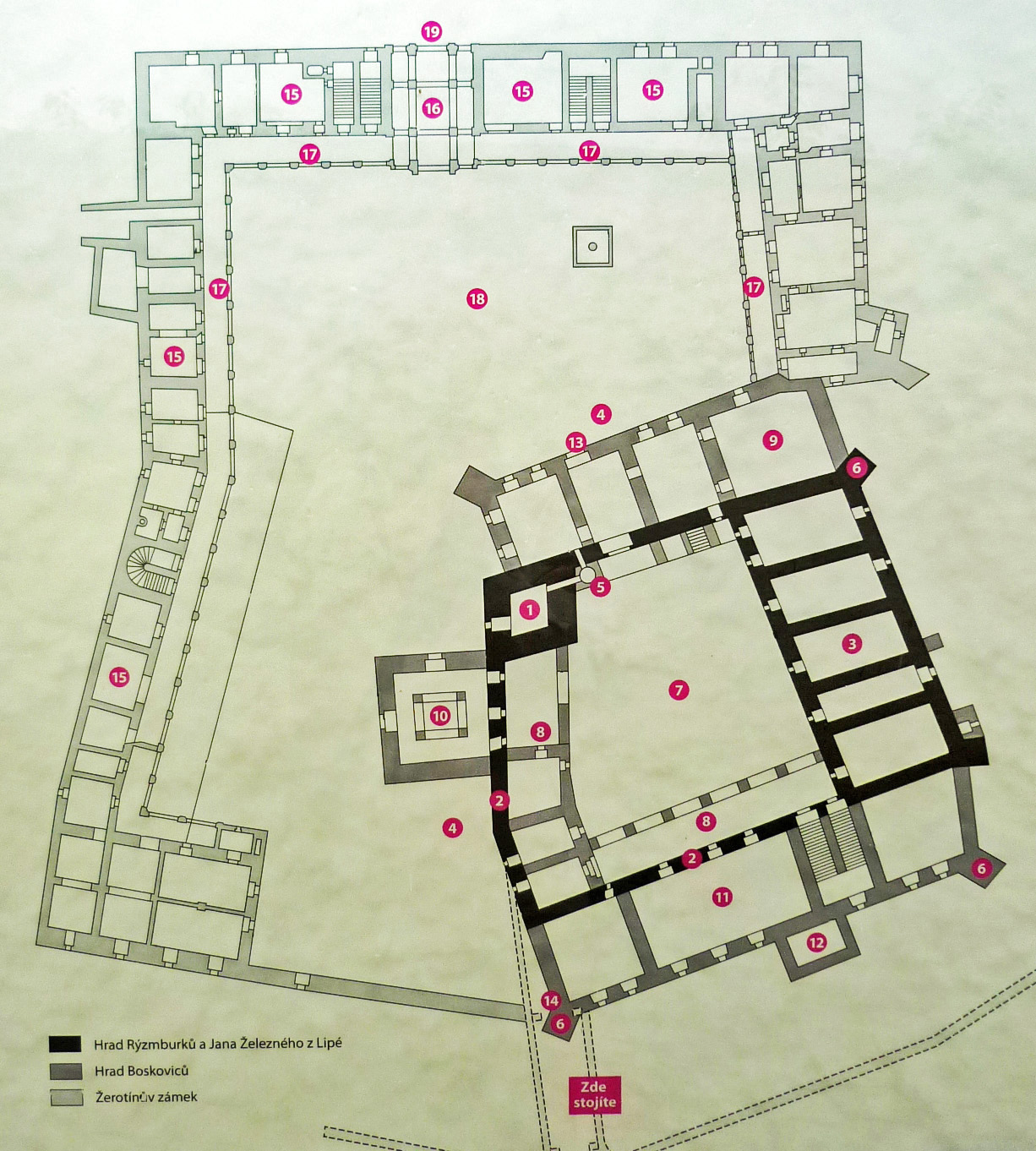
Grundriss der Burg (schwarz) sowie Boskowitz-Schloss (1490–1492, dunkelgrau) und Zierotin-Schloss (1611–1620, hellgrau)

Das neue Schloss von 1492 wurde mehrgeschossig im Stil der Spätgotik und der Frührenaissance angelegt. Im Entwurf war ein vierflügliger Renaissance-Bau vorgesehen, der einen großen Innenhof vollständig umschließen sollte. Der Westflügel war durch die Bezugnahme auf die alte Burg teilweise abgeknickt. Die einzelnen Räume im Erdgeschoss hatten einen eigenen Eingang vom Hof. Im Obergeschoss waren im Nord- und Ostflügel die Wohnräume, im Südflügel die Repräsentationsräume konzentriert. Der Westflügel diente wirtschaftlichen Zwecken und war mit dem kubischen Bau der schwarzen Küche verbunden. Der Haupteingang war am Nordflügel und im Westen grenzte er an das Mauerwerk des alten Turms.
Nach dem Feuer von 1840 behielten drei Flügel ihre ursprünglichen Fassaden mit Arkaden (der Nord- und Ostflügel vollständig, beim Westflügel nur die nördliche Hälfte). Der Südflügel musste komplett abgerissen werden und der Hauptzugang wurde zum Südtor verlegt.
Das Schloss bekam damit sein heutiges U-förmiges Aussehen, das im Süden vom großen, offenen Innenhof geprägt wird. Die heutige Fassade des Nordflügels richtet sich auf den Schlossplatz aus und tritt aus dem massiven quadratischen Turm mit einer streng symmetrischen Fassade hervor. Das Mansarddach wird von einem profilierten Gesims getragen, das mit einem dreieckigen Giebel mit Uhr versehen ist. Im Erdgeschoss befindet sich ein dreiachsiges Steinportal, dessen zwei Halbsäulen das Gebälk tragen und die an den Sockeln mit halbfigürlichen Reliefs von männlichen und weiblichen Figuren verziert sind. Die Hauptpfeiler der Arkaden-Bögen tragen phantastische Masken. 
Der Bereich zwischen den Arkaden ist mit Rustika (Mauerwerk aus Quadersteinen) ausgestaltet. Die Arkadengänge weisen ein Kreuzgewölbe auf.

## Besichtigung
Im Rahmen einer Führung durch das Schloss kann die mittelalterliche Folterkammer in den gotischen Gewölben und das Alchimisten-Labor des Meisters M. E. Bonacino – Astrologe, Alchimist und Hofarzt von Ladislaus Velen von Zierotin – besichtigt werden. Im Schloss befindet sich auch die Stadtbibliothek und eine Kunstschule.

## Bildergalerie

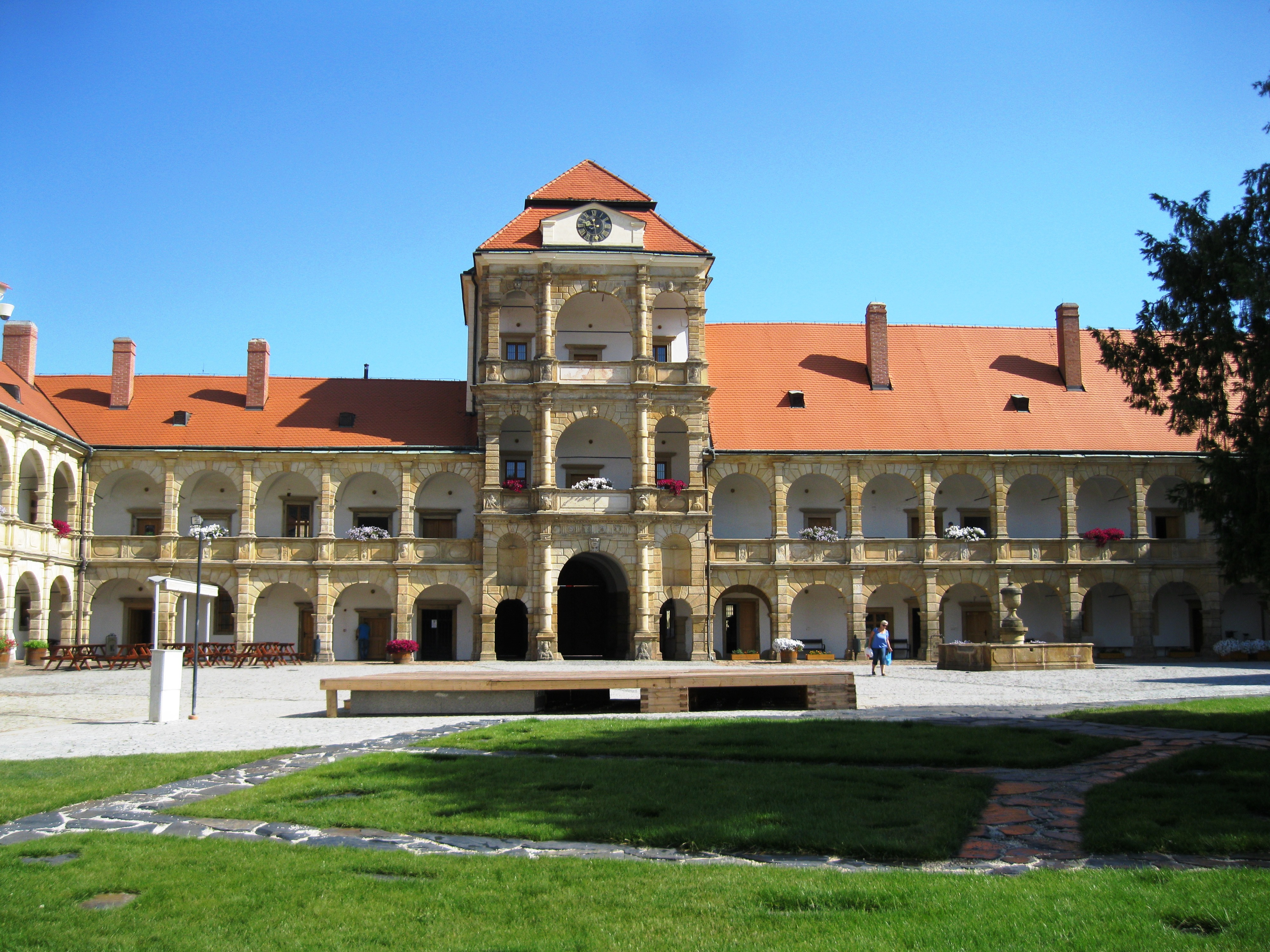
Nordflügel des Schlosses
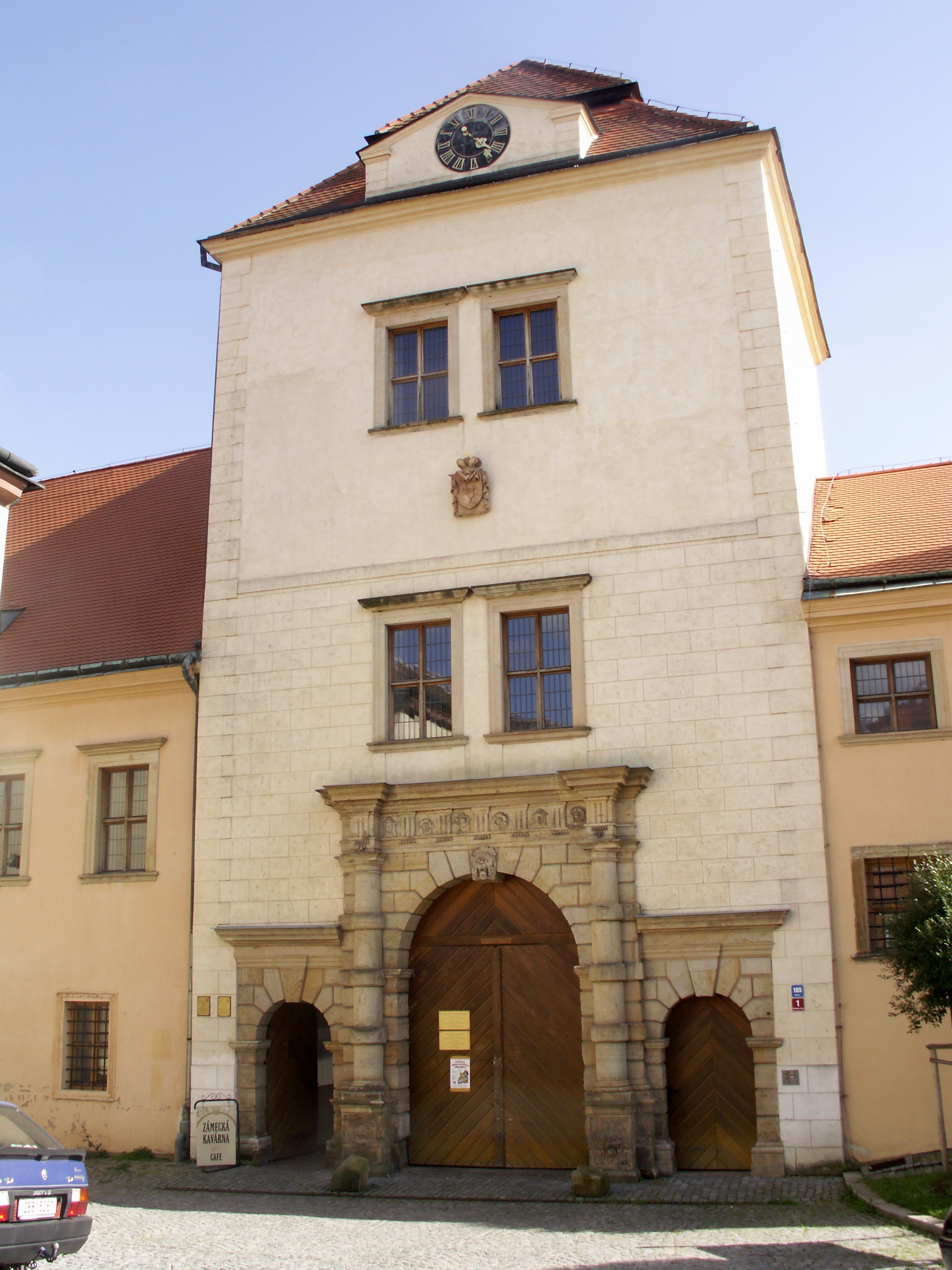
Stadtseitiger Eingang zum Schloss
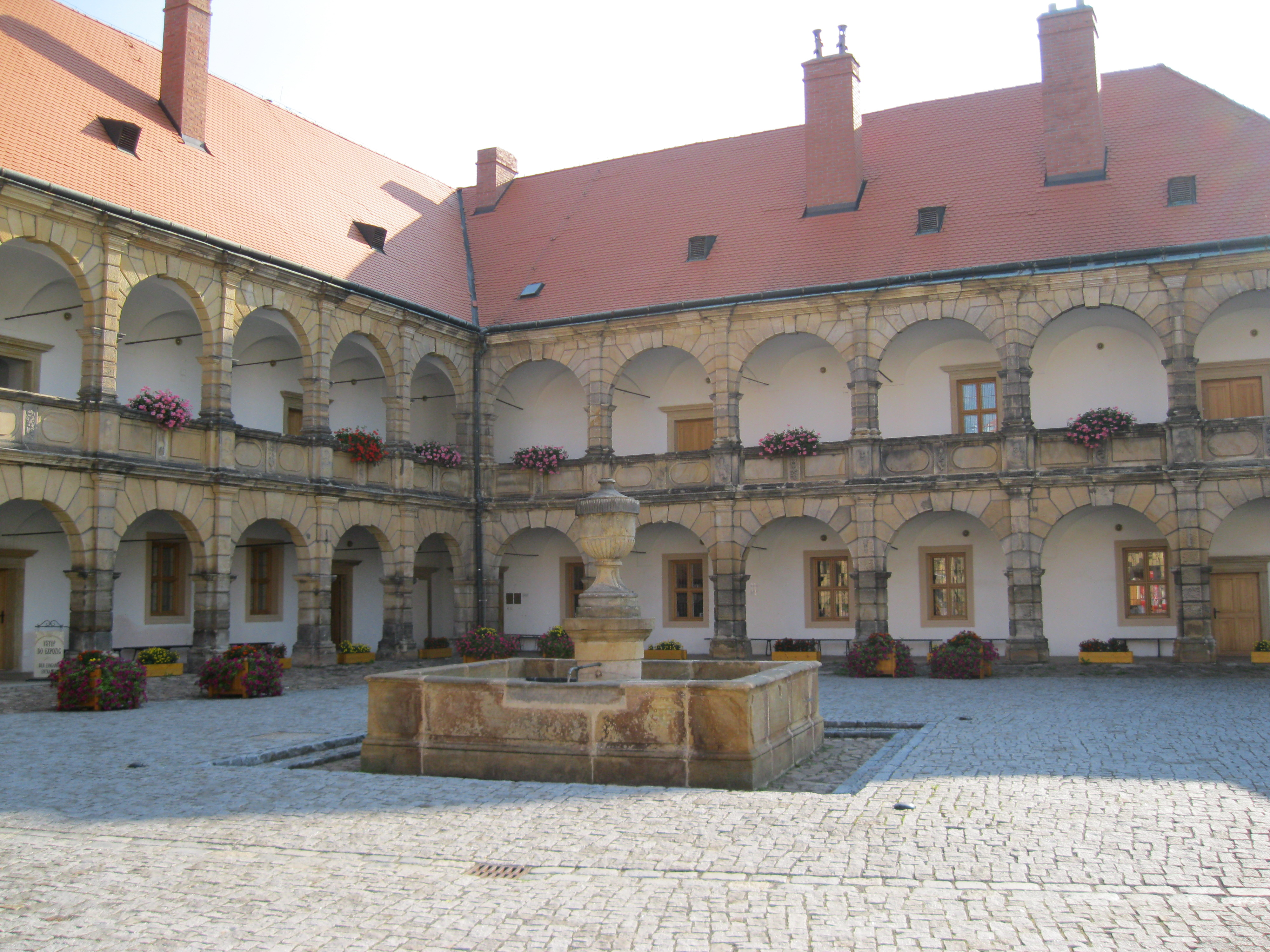
Nord- und Ostflügel mit Renaissance-Brunnen
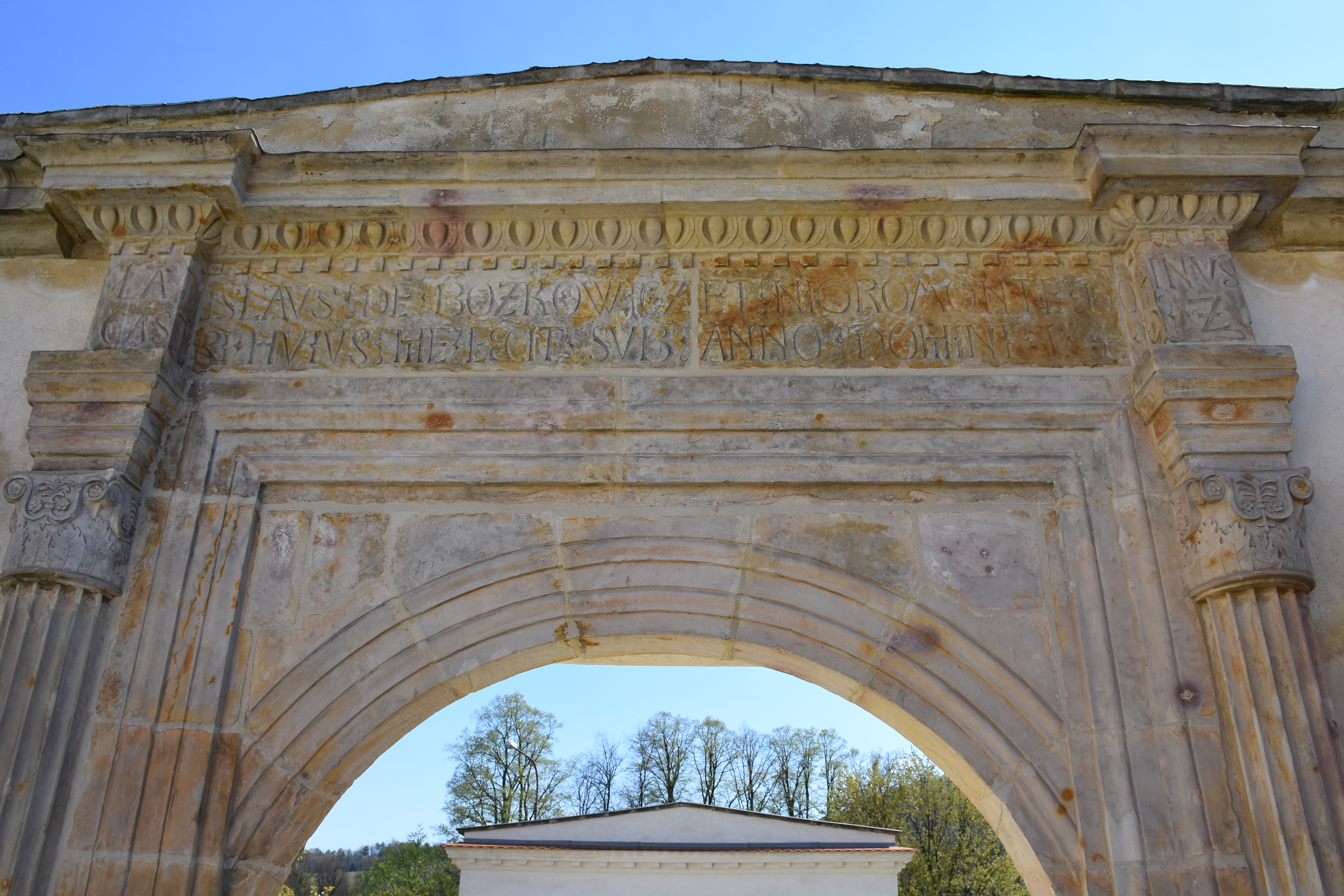
Renaissanceportal mit Inschrift (1492)
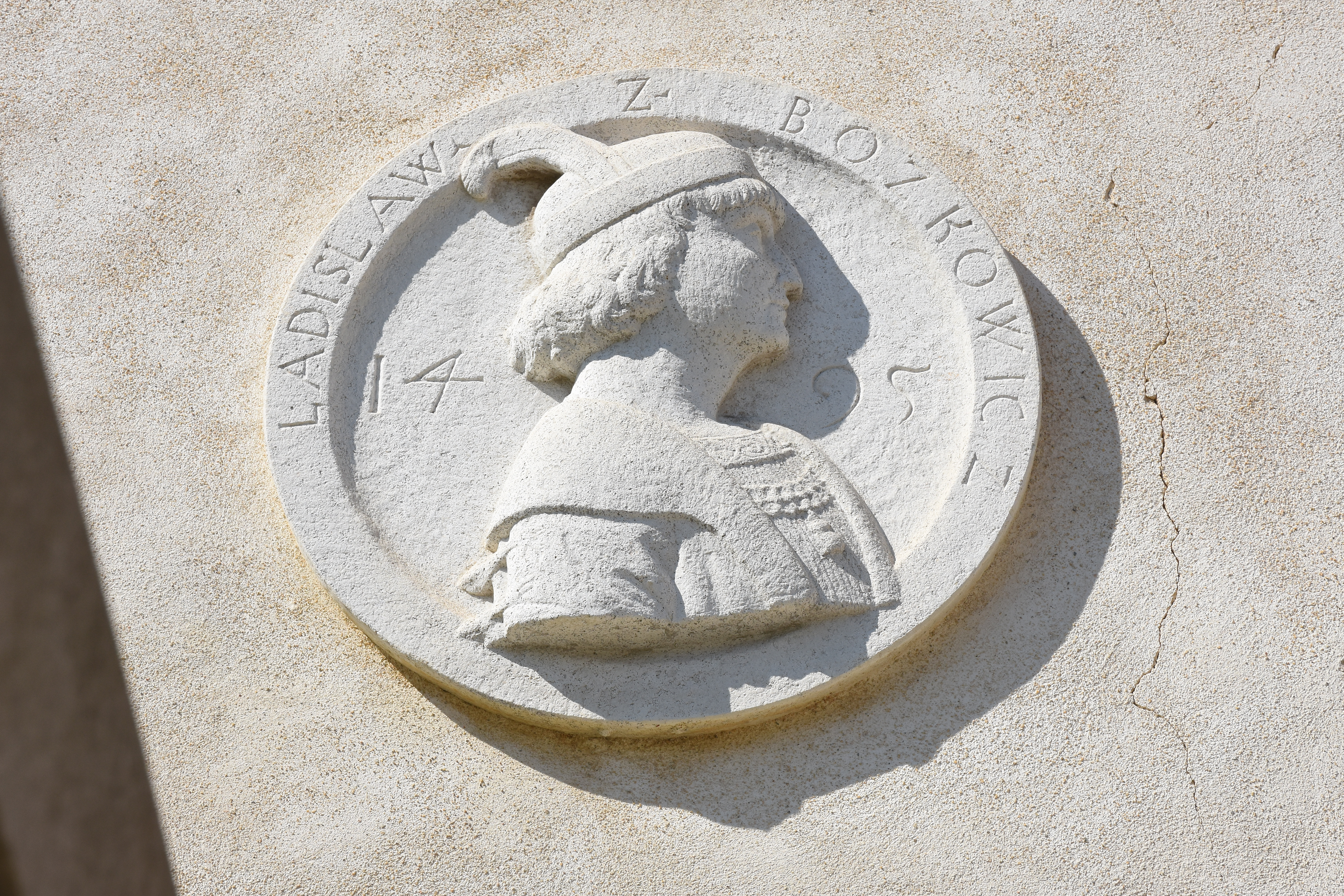
Porträt-Medaillon Ladislaus Boskowitz
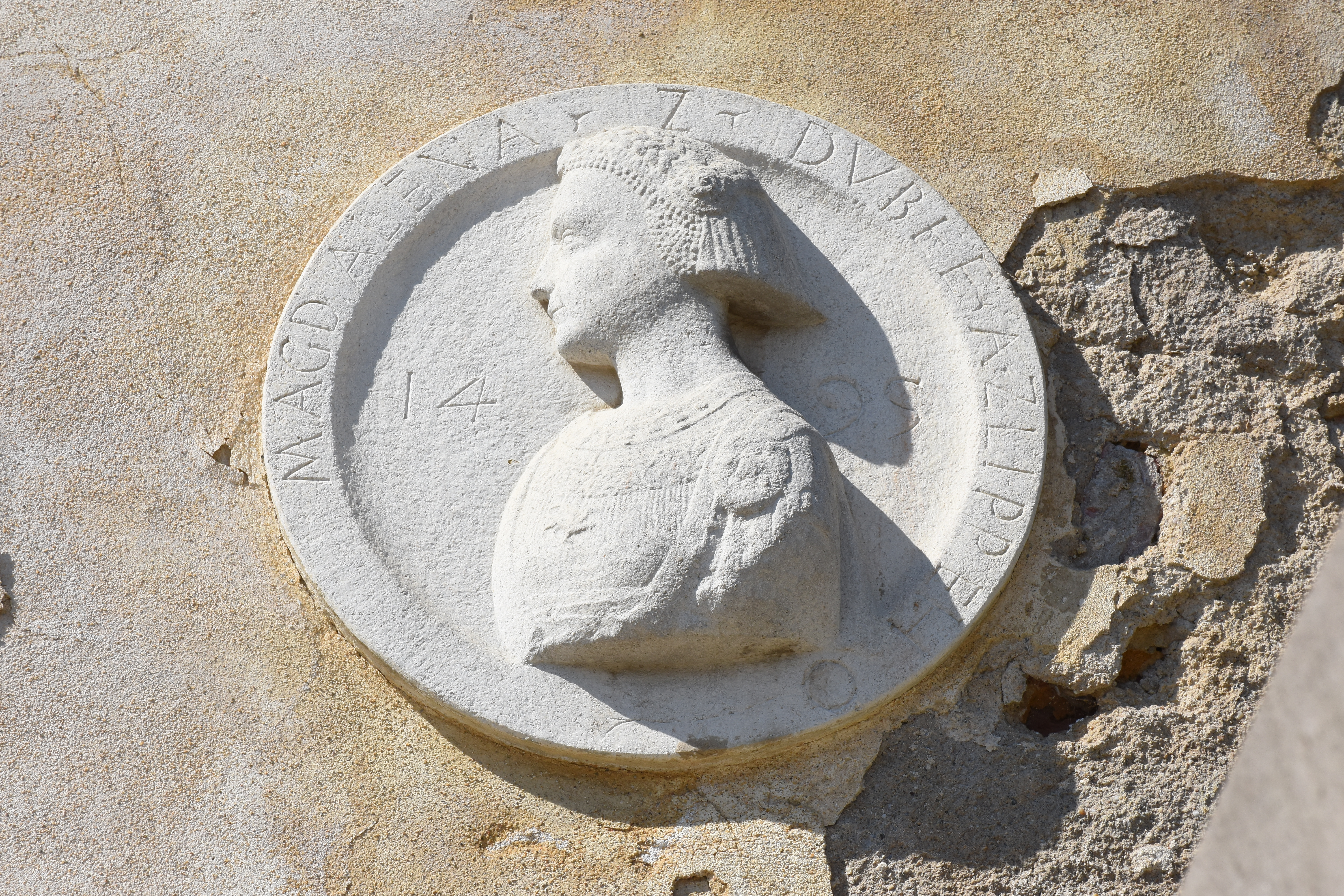
Porträt-Medaillon Magdalena von Dauba